# Schützen am Gebirge
Schützen am Gebirge is een gemeente in de Oostenrijkse deelstaat Burgenland, gelegen in het district Eisenstadt-Umgebung (EU). De gemeente heeft ongeveer 1400 inwoners.

## Geografie
Schützen am Gebirge heeft een oppervlakte van 21,2 km². Het ligt in het uiterste oosten van het land.
Breitenbrunn am Neusiedler See · Donnerskirchen · Großhöflein · Hornstein · Klingenbach · Leithaprodersdorf · Loretto · Mörbisch am See · Müllendorf · Neufeld an der Leitha · Oggau am Neusiedler See · Oslip · Purbach am Neusiedler See · Sankt Margarethen im Burgenland · Schützen am Gebirge · Siegendorf · Steinbrunn · Stotzing · Trausdorf an der Wulka · Wimpassing an der Leitha · Wulkaprodersdorf · Zagersdorf · Zillingtal
- Gemeinsame Normdatei: 4482768-4
- Virtual International Authority File: 236995370